# HMS Newfoundland (1941)
HMS Newfoundland (Корабль Его Величества «Ньюфаундленд») — британский лёгкий крейсер типа «Колония Короны». Назван в честь доминиона Ньюфаундленд. «Ньюфаундленд» сражался во Второй мировой войне. В 1959 году крейсер был продан Перу.

## История постройки и конструкция
«Ньюфаундленд» был построен верфью Swan Hunter и спущен на воду 19 декабря 1941 года. Корабль был наречён миссис Эрнест Бевин, супругой тогдашнего британского министра труда. Корабль был завершён постройкой и принят на вооружение в декабре 1942 года.

## История службы
После принятия на вооружение «Ньюфаундленд» присоединился к 10-й крейсерской эскадре Хоум Флита. В начале 1943 года корабль стал флагманом 15-й крейсерской эскадры, дислоцированной на Средиземноморье. «Ньюфаундленд» был флагманом эскадры под командованием адмирала Харкурта, атаковавшей остров Пантеллерию. 23 июля 1943 года, во время вторжения на Сицилию, «Ньюфаундленд» был торпедирован итальянской субмариной Ascianghi (по другим данным атаку провела немецкая U-407). На Мальте был произведён временный ремонт и корабль, управляясь винтами, отправился на Бостонский государственный военно-морской судоремонтный завод для капитального ремонта.
В 1944 году корабль был вновь вступил в строй и был подготовлен к отправке на Дальний Восток. Однако во время стоянки в Александрии произошёл взрыв в торпедном аппарате левого борта, вызвавший повреждения и нанёсший ранения личному составу. Ремонтные работы задержали приход крейсера на Дальний Восток. «Ньюфаундленд» присоединился к британскому Тихоокеанскому флоту. Крейсер поддерживал высадку Шестой австралийской дивизии в Веваке на Новой Гвинее. 14 июня 1945 года, в составе оперативной группы Королевского ВМФ, крейсер нанёс удар по военно-морской базе Императорского флота на островах Трук, входящих в состав архипелага Каролинские острова.
6 июля «Ньюфаундленд» покинул передовую базу на острове Манус, входящем в состав островов Адмиралтейства. Вместе с другими судами британского Тихоокеанского флота он принял участие в англо-американской операции по бомбардировке Японских островов. Эта операция планировалась как прелюдия к сухопутному вторжению на основные острова Японии. Во время сдачи японских вооружённых сил «Ньюфаундленд» высадил отряд Королевской морской пехоты и моряков для занятия военно-морской базы в Йокосуке. Корабль находился в Токийском заливе, присутствуя при подписании Акта о капитуляции Японии на борту американского линкора «Миссури» (USS Missouri) 2 сентября 1945 года. После этого «Ньюфаундленд» был привлечён к репатриации бывших военнопленных из Великобритании и стран Содружества. Крейсер вернулся в Великобританию в декабре 1946 года.
Правительство Цейлона нашло убежище на борту «Ньюфаундленда» во время цейлонского хартала 1953 года.
31 октября 1956 года в ходе Суэцкого кризиса египетский фрегат «Домиат» крейсировал к югу от Суэцкого канала в Красном море. «Ньюфаундленд», сопровождаемый эсминцем ЕВК «Диана» (HMS Diana) обнаружил фрегат, и приказал тому лечь в дрейф. Осведомлённый о недавнем начале боевых действий между Великобританией и Египтом «Домиат» отказался и открыл огонь по крейсеру, нанеся повреждения крейсеру и причинив ранения личному составу. «Ньюфаундленд» и «Диана» открыли ответный огонь. Ввиду явного неравенства сил фрегат был потоплен, 69 уцелевших членов его команды были подобраны британскими кораблями.
2 ноября 1959 года «Ньюфаундленд» был продан перуанскому военно-морскому флоту. Крейсер впоследствии был переименован в «Альмиранте Грау» (Almirante Grau), а затем, в 1973 году, в «Капитан Киньонес» (Capitán Quiñones). Крейсер был переоборудован в блокшив в 1979 году.